# کینیا کیتااوجی
کینیا کیتااوجی (انگلیسی: Kin'ya Kitaōji؛ زادهٔ ۲۳ فوریهٔ ۱۹۴۳) یک هنرپیشه اهل ژاپن است. وی از سال ۱۹۵۶ میلادی تاکنون مشغول فعالیت بوده‌است.
از فیلم‌ها یا برنامه‌های تلویزیونی که وی در آن نقش داشته‌است می‌توان به آشورا اشاره کرد.